# Euploea phaenareta
Euploea phaenareta är en fjärilsart som beskrevs av Johann Gottlieb Schaller 1785. Euploea phaenareta ingår i släktet Euploea och familjen praktfjärilar. Inga underarter finns listade i Catalogue of Life.

## Bildgalleri

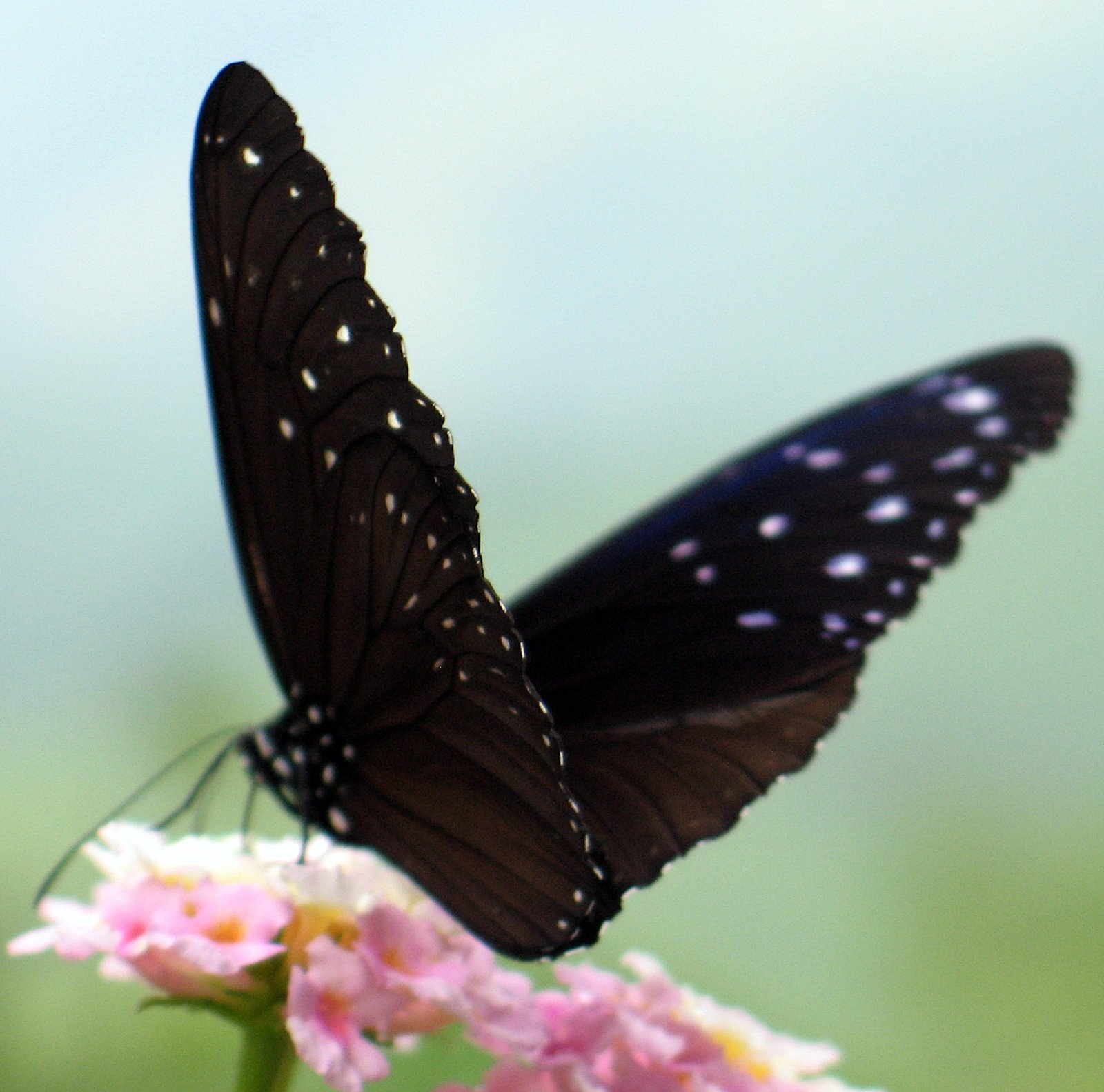
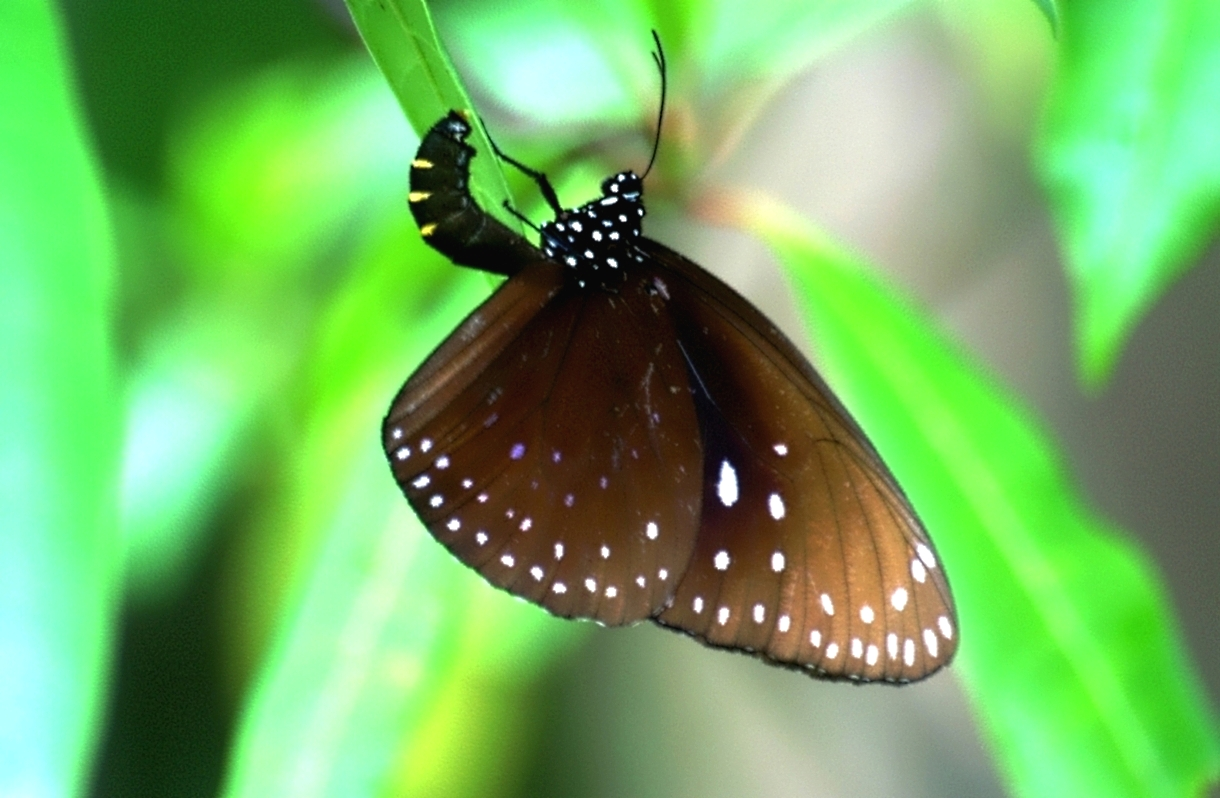
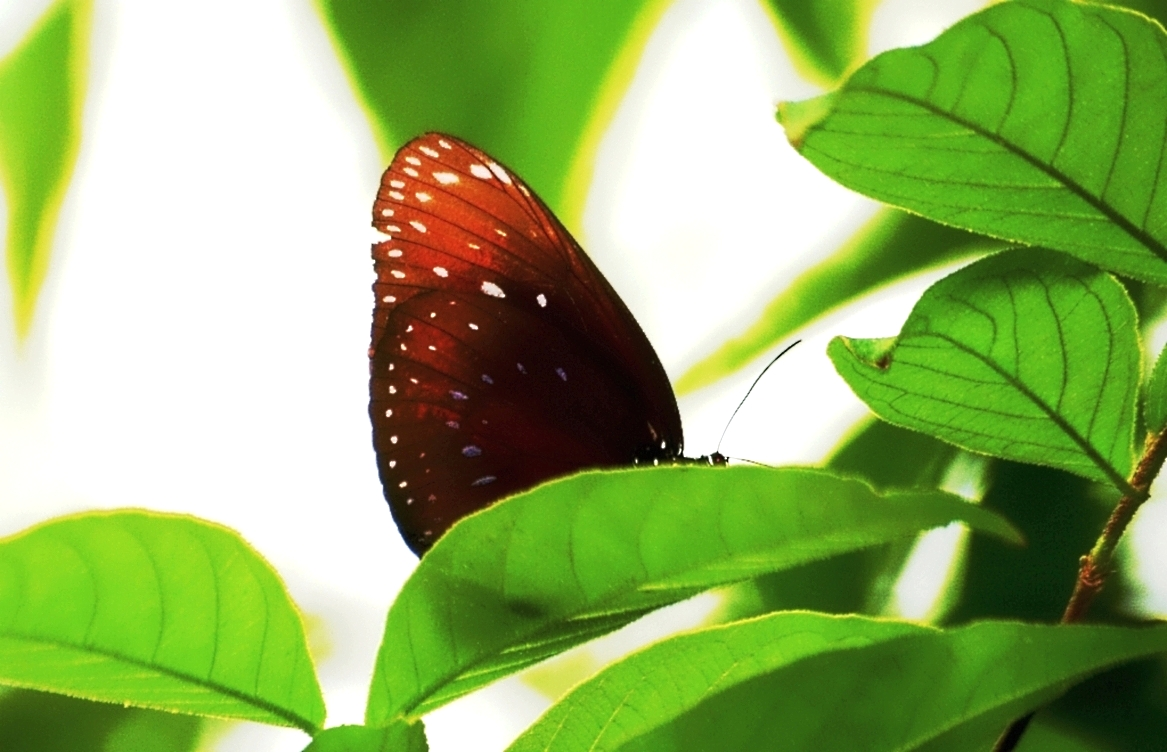
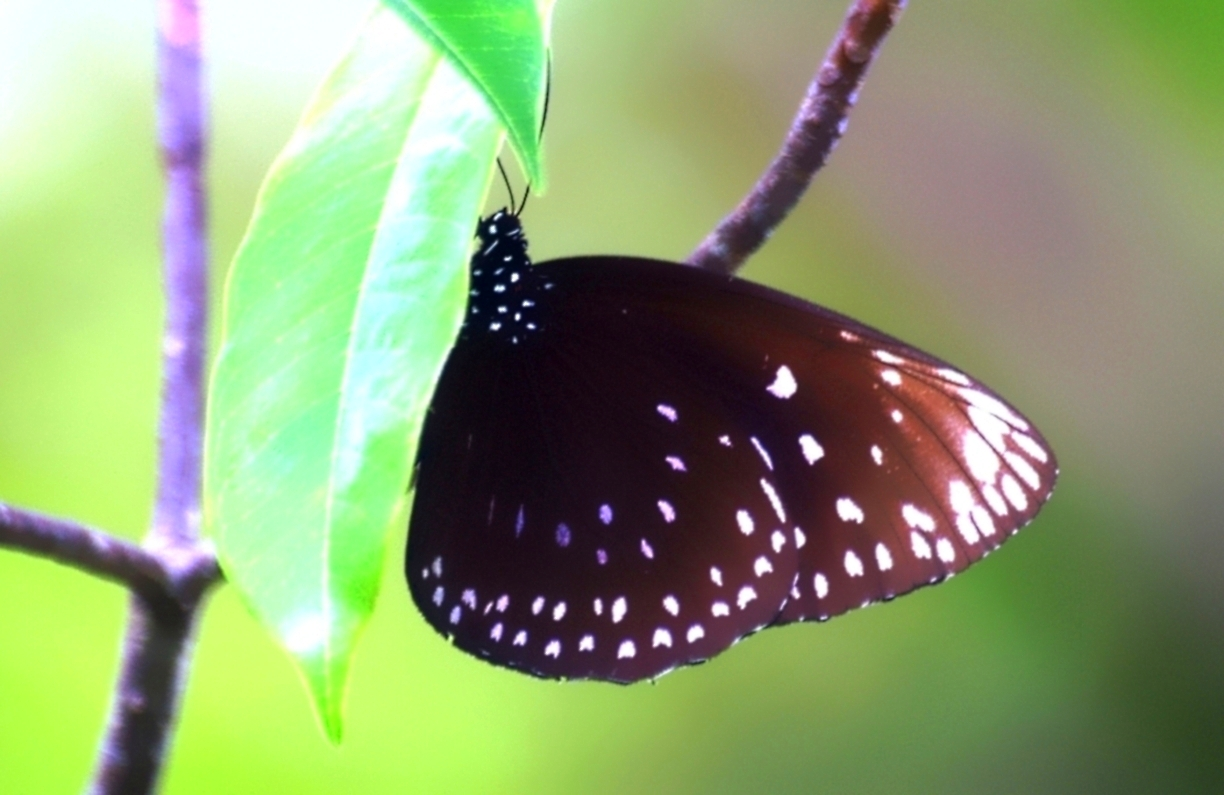
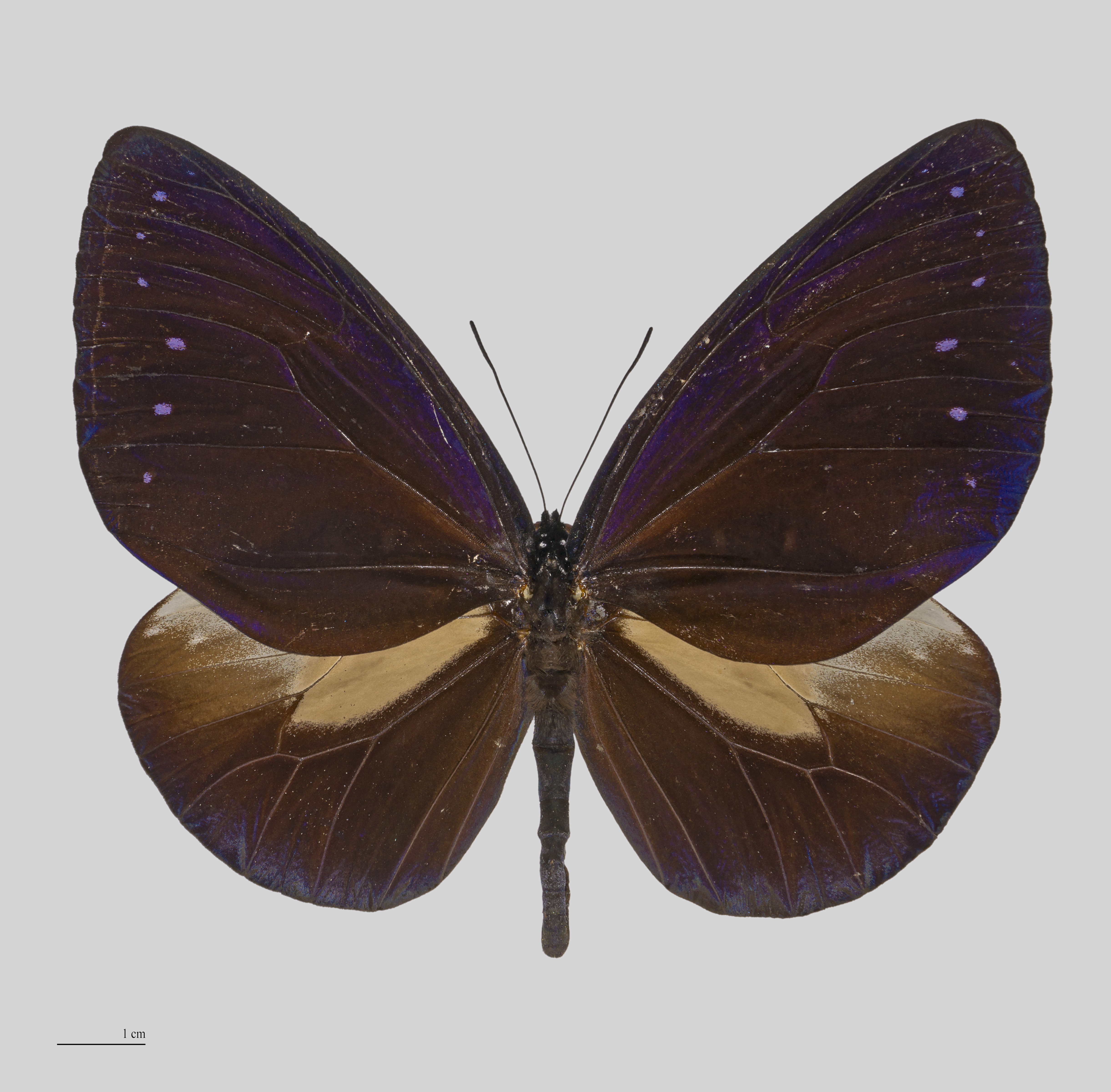
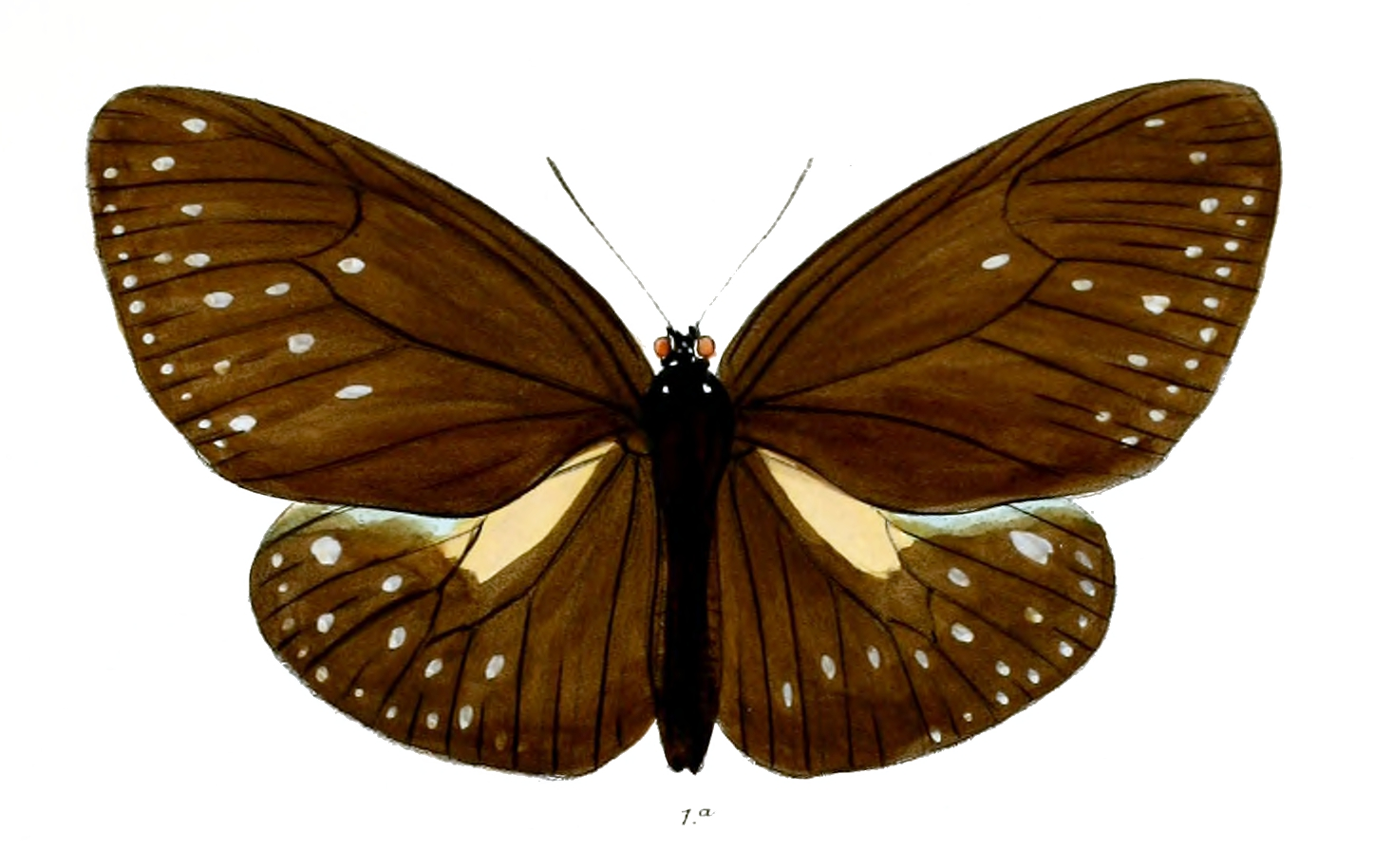